# Удонг
Удо́нг или Одонг (кхмер. ឧដុង្) — город в Камбодже, расположенный в северо-западной части провинции Кампонгспы, примерно в 35 км к северо-западу от столицы Пномпень у подножия холма Пном Удонг. С начала XVII века до 1865 года Удонг был столицей Камбоджи. Здесь находятся усыпальницы королей.

## Этимология
Название города происходит от слова «уттунга» (санскр. उत्तुङ्ग), что означает «высший».

## Всемирное наследие ЮНЕСКО
Город был добавлен в список Всемирного наследия ЮНЕСКО 1 сентября 1992.